# تشريفت (الفيض)
تشريفت هي إحدى مشيخات المملكة المغربية، تتبع جغرافيا لإقليم تارودانت وإداريًا لالفيض. يقدر عدد سكانها بـ 3271 نسمة حسب الإحصاء الرسمي للسكان والسكنى لسنة 2004.